# Музеї Хмельницької області

## Хмельницький
| Назва                                   | Місцезнаходження       | Короткий опис | Зображення |
| --------------------------------------- | ---------------------- | --- | ---------- |
| Хмельницький обласний краєзнавчий музей | вул. Подільська, 12    | Музей має відділи природи, давньої історії, новітньої історії, методичний, масово-просвітницької роботи. Фонди музею налічують понад 62 тисячі експонатів. |            |
| Хмельницький літературний музей         | вул. Грушевського, 68  | |            |
| Музей історії міста Хмельницького       | вул. Проскурівська, 30 | |            |
| Хмельницький художній музей             | вул. Проскурівська, 47 | |            |
| Музей проскурівського підпілля          | вул. Шевченка, 3       | |            |

## Волочиський район
| Назва                                                    | Місцезнаходження                   | Короткий опис          | Зображення |
| -------------------------------------------------------- | ---------------------------------- | ---------------------- | ---------- |
| Волочиський історичний музей                             | м. Волочиськ, вул. Музейна 10      |                        |            |
| Народний музей села Бубнівка                             | с. Бубнівка                        | Заснований в 1965 році |            |
| Музей історії Наркевицького заводу                       | смт Наркевичі, вул. Заводська, 3   | Заснований в 1989 році |            |
| Музей трудової слави Волочиського машинобудівного заводу | м. Волочиськ, вул. Незалежності, 1 | Заснований в 1984 році |            |

## Городоцький район
| Назва                                   | Місцезнаходження              | Короткий опис          | Зображення |
| --------------------------------------- | ----------------------------- | ---------------------- | ---------- |
| Городоцький краєзнавчий музей           | м. Городок, вул. Шевченка, 20 | Заснований у 1969 році |            |
| Музей історії села Бедриківці           | Бедриківці                    | Заснований у 1979 році |            |
| Музей історії села Нове Поріччя         | Нове Поріччя                  | Заснований у 1980 році |            |
| Музей історії села Чорноводи            | Чорниводи                     | Заснований у 1972 році |            |
| Музей історії села Лісоводи             | Лісоводи                      | Заснований у 1958 році |            |
| Музей історії села Підлісний Олексинець | Підлісний Олексинець          | Заснований у 1965 році |            |

## Деражнянський район
| Назва                                         | Місцезнаходження        | Короткий опис | Зображення |
| --------------------------------------------- | ----------------------- | --- | ---------- |
| Літературно-меморіальний музей Анни Ахматової | с. Слобідка-Шелехівська | Музей розташований у мальовничій садибі родичів Анни Ахматової. Неподалік збереглося кладовище, де похований прах матері А. Ахматової. Щорічно, в червні, музей проводить традиційні Ахматівські читання, на які з'їжджаються шанувальники поезії поетеси з України, Росії, Білорусі. |            |
| Музей історії міста Деражня                   | Деражня, вул. Миру, 42  | Заснований у 1977 році |            |
| Музей історії села Загінці                    | Загінці                 | Заснований у 1987 році |            |
| Музей Юхима Сіцинського                       | Мазники                 | Присвячений Юхиму Сіцинському. Заснований у 1999 році |            |
| Музей-бібліотека Дмитра Прилюка               | Божиківці               | Присвячений Дмитру Прилюку. Заснований у 1999 році |            |

## Дунаєвецький район
| Назва                                            | Місцезнаходження            | Короткий опис | Зображення |
| ------------------------------------------------ | --------------------------- | --- | ---------- |
| Дунаєвецький районний історико-краєзнавчий музей | Дунаївці, вул. Шевченка, 31 | Музейний заклад заснований 6 листопада 1986 року. Його фонди, які налічують майже 2 тисячі експонатів, та постійна експозиція висвітлюють історію Дунаєвецького краю. |            |
| Дунаєвецький музей історії суконної фабрики      | Дунаївці, вул. Леніна, 5    | Заснований в 1967 році |            |
| Музей історії смт Смотрич                        | Смотрич, вул. Радянська, 30 | Заснований в 1974 році |            |
| Музей історії села Вихрівка                      | Вихрівка                    | Заснований в 1986 році |            |

## Ізяславський район
| Назва                                   | Місцезнаходження                | Короткий опис | Зображення |
| --------------------------------------- | ------------------------------- | --- | ---------- |
| Ізяславський історико-краєзнавчий музей | м. Ізяслав, вул. Шевченка, 40-А | Фонди музею налічують майже 2,5 тисяч експонатів, серед яких є цінні предмети давніх епох. Постійна експозиція висвітлює багату історію Заславщини, її сьогодення, розповідає про славних земляків. |            |

## Красилівський район
| Назва                                        | Місцезнаходження                    | Короткий опис                                           | Зображення |
| -------------------------------------------- | ----------------------------------- | ------------------------------------------------------- | ---------- |
| Народний музей історії Красилівського району | Красилів, вул. 50-річчя Жовтня, 100 | Заснований у 1988 році                                  |            |
| Музей історії села Кременчуки                | Кременчуки                          | Заснований у 1976 році                                  |            |
| Музей Володимира Булаєнка                    | Сорокодуби                          | Присвячений Володимиру Булаєнко. Заснований у 1993 році |            |

## Нетішин
| Назва                                  | Місцезнаходження        | Короткий опис | Зображення |
| -------------------------------------- | ----------------------- | --- | ---------- |
| Нетішинський міський краєзнавчий музей | просп. Незалежності, 29 | Експозиція музею розміщена у 18 залах загальною площею 930 м², які відображають основні напрямки історії, етнографії, природи регіону. |            |

## Новоушицький район
| Назва                                   | Місцезнаходження                | Короткий опис | Зображення |
| --------------------------------------- | ------------------------------- | ------------- | ---------- |
| Новоушицький районний краєзнавчий музей | Нова Ушиця, вул. Подільська, 12 |               |            |

## Полонський район
| Назва                                                  | Місцезнаходження                                    | Короткий опис          | Зображення |
| ------------------------------------------------------ | --------------------------------------------------- | ---------------------- | ---------- |
| Історичний музей Полонської міської ради ОТГ           | Полонне, вул. Лесі Українки, 95                     | Заснований у 1964 році |            |
| Народний музей історії села Новолабунь                 | Новолабунь                                          | Заснований у 1971 році |            |
| Музей історії села Бражинці                            | Бражинці                                            | Заснований у 1976 році |            |
| Полонський музей заводу художньої кераміки             | Полонне, вул. Кірова, 166                           | Заснований у 1986 році |            |
| Полонський музей історії порцелянового заводу          | Полонне, вул. Привокзальна, 50                      | Заснований у 1972 році |            |
| Музей історії Понінківської картонно-паперової фабрики | Понінка, вул. Леніна, 34                            | Заснований у 1972 році |            |
| Музей історії села Онацьківці                          | Онацьківці                                          | Заснований у 1979 році |            |
| Музей історії села Новоселиця                          | Новоселиця, вул.Соборна, сільський Будинок культури | Заснований у 2012 році |            |

## Славута
| Назва                        | Місцезнаходження                      | Короткий опис | Зображення |
| ---------------------------- | ------------------------------------- | --- | ---------- |
| Славутський історичний музей | м. Славута, вул. Ярослава Мудрого, 48 | Значне зібрання матеріалів, предметів і матеріалів з історичного розвитку та культури, а також персоналій міста і району. Експозиція містить 2 486 експонатів. |            |

## Старокостянтинів
| Назва                                                     | Місцезнаходження      | Короткий опис | Зображення |
| --------------------------------------------------------- | --------------------- | --- | ---------- |
| Старокостянтинівський районний історико-краєзнавчий музей | вул. Грушевського, 15 | Значне зібрання матеріалів з історії та культури краю, науковий культурно-освітній осередок міста та району. Фонди нараховують понад 13 000 одиниць зберігання. |            |

## Теофіпольський район
| Назва                             | Місцезнаходження | Короткий опис          | Зображення |
| --------------------------------- | ---------------- | ---------------------- | ---------- |
| Музей історії села Волиця-Польова | Волиця-Польова   | Заснований у 1972 році |            |
| Музей історії села Поляхове       | Поляхове         | Заснований у 1973 році |            |
| Музей історії села Святець        | Святець          | Заснований у 1973 році |            |
| Музей історії села Човгузів       | Човгузів         | Заснований у 1975 році |            |
| Музей історії смт Базалія         | Базалія          | Заснований у 1969 році |            |
| Музей історії села Новоставці     | Новоставці       | Заснований у 1990 році |            |

## Хмельницький район
| Назва                                          | Місцезнаходження | Короткий опис          | Зображення |
| ---------------------------------------------- | ---------------- | ---------------------- | ---------- |
| Історико-краєзнавчий музей села Пирогівці      | Пирогівці        | Заснований у 1989 році |            |
| Історико-краєзнавчий музей села Копистин       | Копистин         | Заснований у 1988 році |            |
| Музей пам'яті жертв Голодомору 1932—1933 років | Меджибіж         | Заснований у 2008 році |            |

## Чемеровецький район
| Назва                                | Місцезнаходження           | Короткий опис          | Зображення |
| ------------------------------------ | -------------------------- | ---------------------- | ---------- |
| Народний музей історії села Біла     | Біла                       | Заснований у 1965 році |            |
| Музей історії села Кугаївці          | Кугаївці                   | Заснований у 1976 році |            |
| Музей історії села Сокиринці         | Сокиринці                  | Заснований у 1971 році |            |
| Музей історії села Летава            | Летава                     | Заснований у 1975 році |            |
| Музей історії села Свіршківці        | Свіршківці                 | Заснований у 1988 році |            |
| Музей історії села Юрківці           | Юрківці                    | Заснований у 1987 році |            |
| Народний музей історії смт Чемерівці | Чемерівці, вул. Леніна, 24 | Заснований у 1984 році |            |
| Музей історії села Гусятин           | Гусятин                    | Заснований у 1971 році |            |
| Музей історії села Жердя             | Жердя                      | Заснований у 1968 році |            |
| Музей історії села Вільхівці         | Вільхівці                  | Заснований у 1987 році |            |
| Музей історії села Кормильча         | Кормильча                  | Заснований у 1987 році |            |

## Шепетівка
| Назва                          | Місцезнаходження                  | Короткий опис                                                    | Зображення |
| ------------------------------ | --------------------------------- | ---------------------------------------------------------------- | ---------- |
| Музей пропаганди               | вул. 200-річчя Тараса Шевченка, 2 | історичний музей..                                               |            |
| Шепетівський краєзнавчий музей | вул. Героїв Небесної Сотні, 52    | Зібрання матеріалів з подій історії та персоналій міста й району |            |